# Липа срібляста
Липа срібляста (Tilia tomentosa Mill., синонім — Т.argentea ) — вид деревних рослин родини мальвових (Malvaceae). Поширений в Європі та Малій Азії.  Ряд рідкісних угруповань липи сріблястої занесені до Зеленої книги України.

## Опис

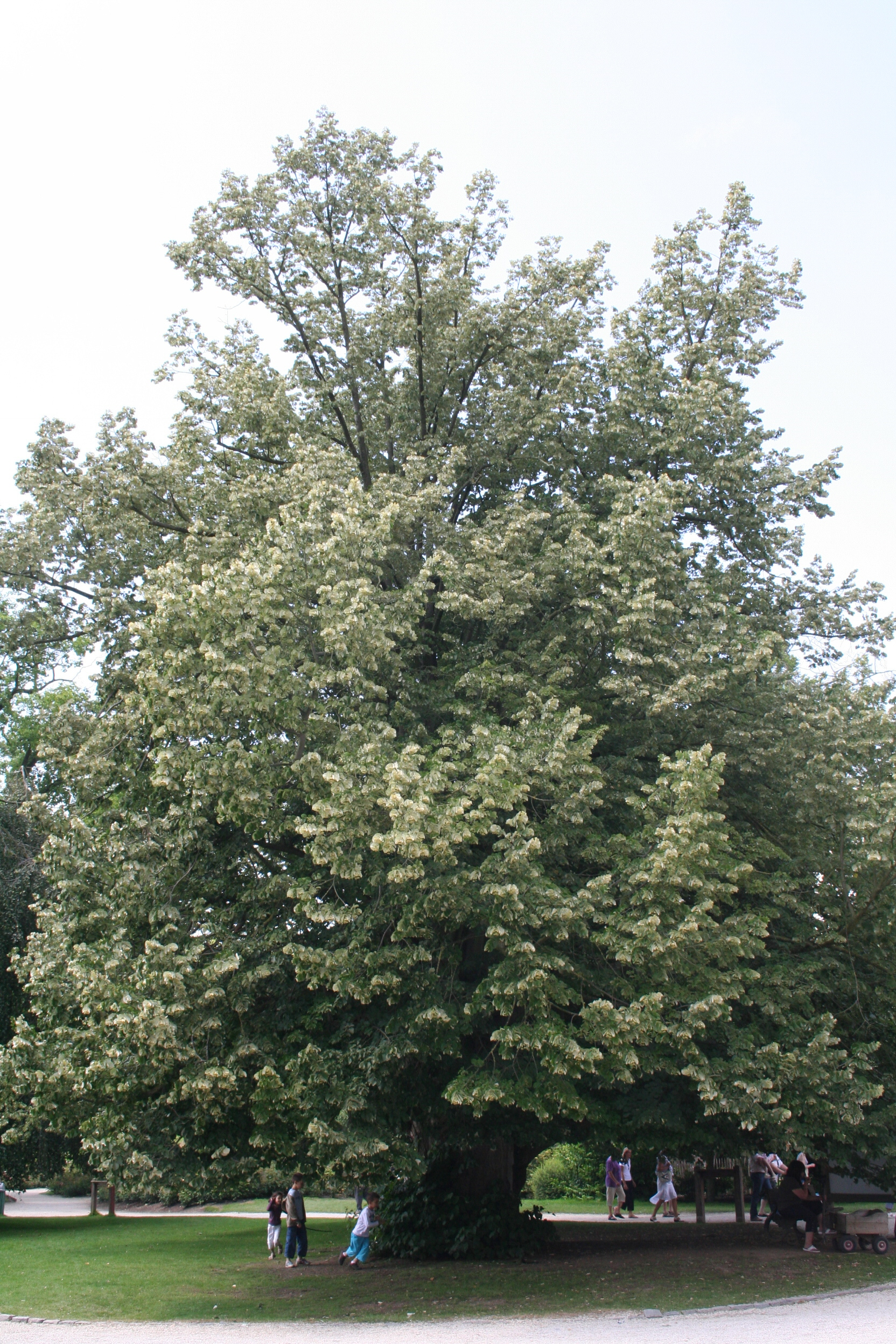
Липа срібляста в одному з парків Бельгії

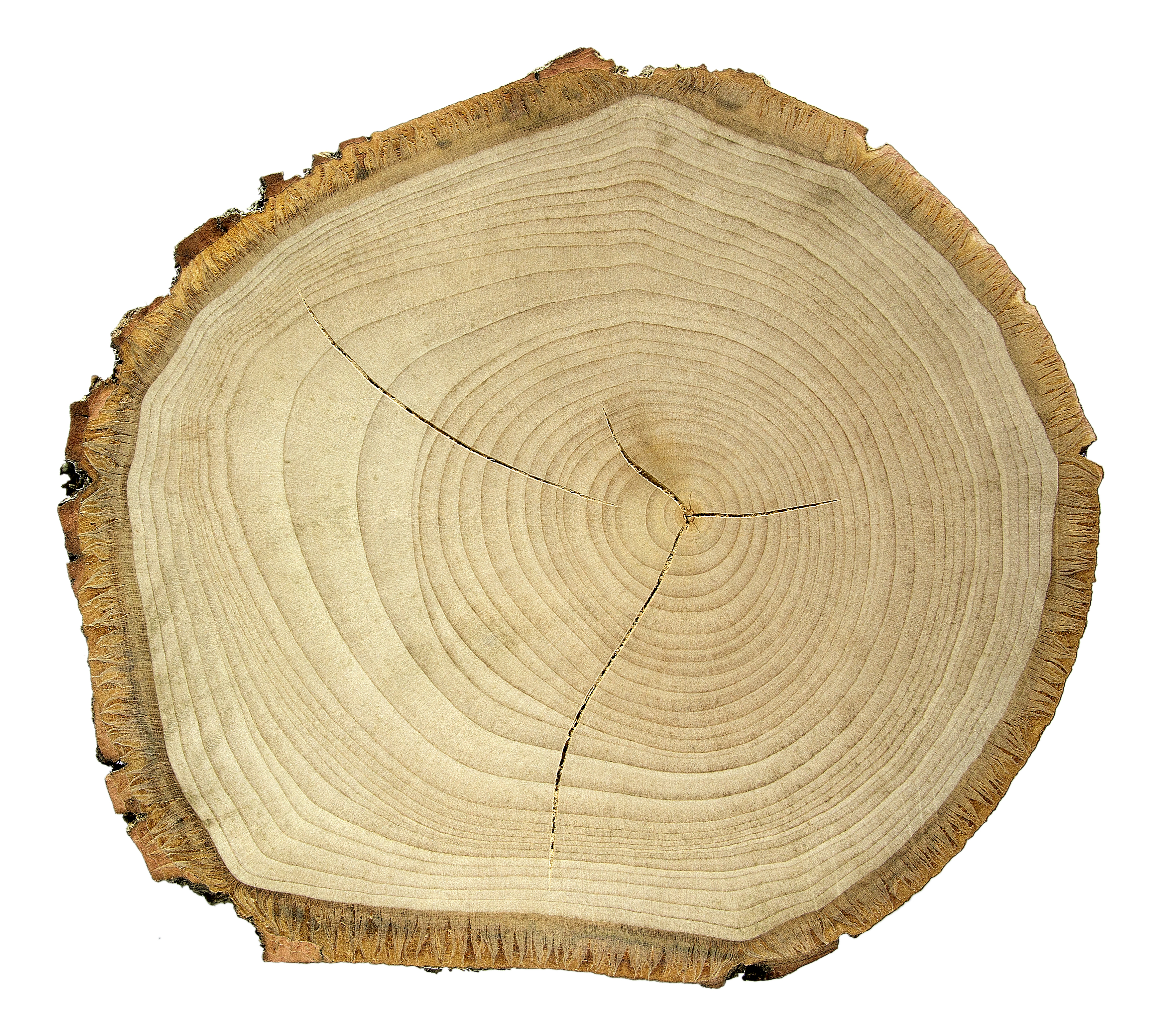
З колекції Тулузького музею

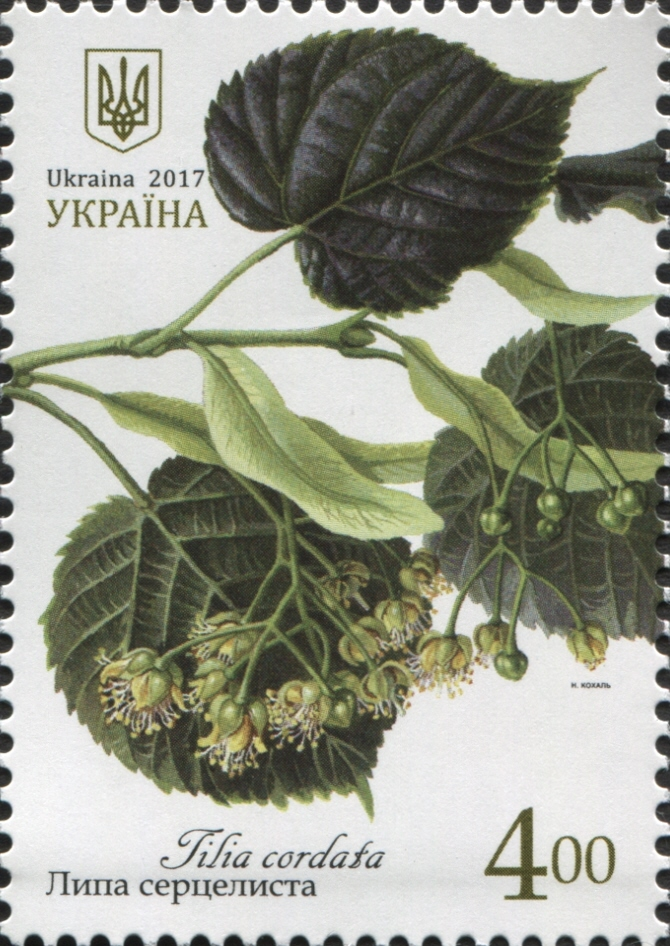
Марка Укрпошти «Липа серцелиста (Lilia cordata)» із серії «Лікарські та медоносні рослини» (2017)

Дерево до 30 м заввишки. Кора темно-сіра. Крона густа, широко-пірамідальна. Пагони та бруньки з густим, сріблясто-білим запушенням. Листки майже округлі, зверху зелені, знизу з білим повстистим запушенням. Черешок товстий, з повстистим запушенням. Квіти жовто-білі, зібрані по 7–10 шт., духмяні, розпускаються у липні-серпні. Плід — горішок  з дерев'янистим оплоднем, яйцеподібний, ледь ребристий, з повстистим запушенням, товстостінний. 

## Поширення
Природний ареал охоплює Балканські країни, Західну Україну, Молдову, окремі райони Малої Азії.

## Екологія
Теплолюбна, тіньовитривала, незимостійка, середньо вибаглива до родючості ґрунту, 

## Охорона
На більшій частині ареалу стан природних популяцій виду залишається більш-менш стабільним. Саме тому він, згідно Червоного списку МСОП, отримав охоронний статус «відносно благополучний вид».
Внаслідок зведення лісів та погіршення стану середовища існування окремі угруповання липи сріблястої стали рідкісними і тому занесені до Зеленої книги України, зокрема 3 рослинні асоціації, які належать до формації сріблястолипових лісів (Tilietа argenteae): 1) скельнодубово-сріблястолиповий ліс дібровнотонконоговий; 2) скельнодубово-сріблястолиповий ліс запашнопідмаренниковий; 3) широколистолипово-сріблястолиповий ліс бульбистозубницевий. 
Категорія охорони раритетних угруповань 2 (рідкісний тип асоційованості домінуючих видів у деревостані; едифікатор — липа срібляста — знаходиться на північно-східній межі ареалу). Статус охорони: рідкісні угруповання (характеризуються низьким ступенем трапляння і займають незначні площі). Угруповання охороняються в Карпатському біосферному заповіднику та заповідному урочищі «Гора Біганська» (Закарпатська область).

## Практичне значення
Заготівля і зберігання, хімічний склад, фармакологічні властивості і використання, лікарські форми і застосування — усе так, як і для виду липа дрібнолиста.
Декоративна рослина. Вирощують у садах і парках майже по всій Європі.